# Консорциум на европейските таксономични институции
Консорциумът на европейските таксономични институции (на английски: Consortium of European Taxonomic Facilities (CETAF)) е учреден през декември 1996 година от десетте най-големи европейски музеи за естествена история и ботанически градини, с цел да е авторитет по въпросите за таксономията и систематиката на видовете в Европа, да насърчава научните изследвания и достъпа до европейските природонаучни колекции. Понастоящем консорциумът обединява природонаучни музеи и научни институти, които поддържат научни колекции от живата и нежива природа и провеждат научни изследвания, основани на тях – общо 59 институции от 21 европейски страни. Общото богатство на колекциите на членовете на CETAF се оценява на 1,5 милиарда екземпляра и представлява повече от 80% от биологичните колекции в световен мащаб. Генералният секретариат на Консорциума е със седалище Кралският белгийски институт по естествени науки от 2012 година.
Заедно институциите-членки на CETAF притежават голяма част (около 500 милиона образци) на най-важните световни природонаучни колекции и в изследователския им състав влизат водещи европейски специалисти по таксономия и систематика на видовете. От достъпа до тези колекции се ползват изследванията, свързани с глобалното затопляне, щетите върху биоразнообразието и други.
Националният природонаучен музей (НПМ-БАН) и Институтът по биоразнообразие и екосистемни изследвания (ИБЕИ-БАН) при Българската академия на науките са колективен член на CETAF от октомври 2014 г.
- Колекциите на НПМ-БАН, съхранявани най-вече в основната сграда в София, но също и в палеонтологическия филиал – Асеновград, се оценяват на повече от 1,5 милиона единици. Те включват основно зоологични колекции от цял свят – ненасекомни безгръбначни, ентомологична, ихтиологична, херпетологична, орнитологична, териологична. Включват също палеонтологична колекция - една от големите колекции на фосилни птици в Европа и една от най-богатите в Евразия колекции на пикермийска фауна, минералогична колекция с почти 1/3 от видовете минерали в света, както и хербарий.
- ИБЕИ-БАН съхранява повече от половин милион колекционни единици, като в това число са най-големият и представителен хербариум за Югоизточна Европа (Хербариум SOM) и уникалните за региона микологична, палеонтологична и палинологична колекции, както и значима зоологична колекция.

Началото на посочените научни колекции е поставено в края на ХІХ век и тяхното развитие е резултат от усилията на много поколения български естественици.